# Coup de glotte
Cette page contient des caractères spéciaux ou non latins. S’ils s’affichent mal (▯, ?, etc.), consultez la page d’aide Unicode.
Ne doit pas être confondu avec Coup de glotte (lettre).
Le coup de glotte ou consonne occlusive glottale est une consonne dont la description en phonétique articulatoire est l'occlusive glottale sourde.

## Dans l'écriture

### Historique
La consonne [ʔ] est la première dans l'ordre alphabétique dit « levantin » (dans lequel on commence par ʾ ou a, b, g ou c, d, etc.) de nombreuses écritures sémitiques  (alphabet arabe, alphabet hébreu, alphabet phénicien, etc.). Dans les alphabets occidentaux, cette première place est occupée par la lettre qui note /a/.
Le premier alphabet qui utilise l'ordre levantin est l'alphabet ougaritique, qui est une écriture cunéiforme. C'est de lui que dériveront de nombreux autres systèmes, non pas pour la forme des lettres, mais du moins leur ordre séquentiel. C'est le cas de l'alphabet phénicien, et donc de ses descendants (alphabets grec, étrusque, latin, cyrillique, gotique, copte); mais aussi de l'araméen ‒ d'où dérivent à leur tour les alphabets hébreu, syriaque, arabe.
Dans cet alphabet ougaritique (en fait un abjad, seules les consonnes étant notées), dont on possède plusieurs tablettes abécédaires (qui donnent les graphèmes dans un ordre établi. Une tablette de 1955 trouvée à Ougarit donne même, bien qu'incomplètement, l'équivalent en akkadien, modèle de l'ougaritique), la première lettre est un coup de glotte (maintenant noté ʾ). L'alphabet ougaritique n'étant cependant pas capable de représenter la consonne ʾ seule, la première lettre est ʾa et non ʾ (d'où les signes additionnels ajoutés en fin d'alphabet pour ʾi et ʾu). D'après John Healey (cf. bibliographie), ʾa, ʾi et ʾu pouvaient même servir à noter parfois aʾ, iʾ et uʾ, plus rarement de pures voyelles.
Les Phéniciens, reprenant cet ordre dans leur alphabet (autre abjad qui dérive pour le tracé des lettres d'un modèle mal attesté nommé proto-sinaïtique, lequel provient apparemment d'une simplification du tracé de certains hiéroglyphes), ont placé aussi en tête d'alphabet la consonne ʾ en se débarrassant de la notation syllabique (d'où la disparition de ʾi et ʾu). Cette lettre, évoluant de diverses manières, est restée la première des écritures sémitiques : א en hébreu, ا en arabe (le rôle de cette lettre a cependant changé au cours des siècles : le coup de glotte est maintenant noté par ء, hamza), ܐ en syriaque, etc.
Or, les Grecs, en créant leur alphabet à partir des lettres phéniciennes, ne pouvaient se contenter d'un abjad (en effet, s'il est possible d'écrire les langues sémitiques sans les voyelles parce que la grammaire de ces langues permet assez facilement de les restituer, c'est presque impossible pour les langues indo-européennes). Ils ont donc utilisé les consonnes surnuméraires du phénicien, dont le coup de glotte, absent du grec, pour leurs voyelles. C'est ainsi que la première lettre phénicienne est devenue un Α en grec, notant /a/. Cette dernière valeur s'est transmise à tous les alphabets dérivés (et notamment l'alphabet étrusque, puis l'alphabet latin), ce qui explique pourquoi les alphabets sémitiques débutent par ʾ mais par /a/ quant aux alphabets européens.
Cette lettre pour /a/ est appelée ἄλφα [alpʰa] en grec. Ce nom, qui ne désigne rien dans cette langue, est directement emprunté aux langues sémitiques, qui nommaient la lettre d'après le tracé pictographique à l'origine de l'œil proto-sinaïtique, puis phénicien, par principe acronymique (on ne garde que le premier son du mot noté, comme si on utilisait o pour le son /r/ de « rond »). À l'origine, cette lettre représentait une tête de bœuf, qui se disait ʾalpu dans le modèle emprunté par les Grecs (selon John F. Healey), ʾalf (selon Theodor Nöldeke), ou ʾālef (selon Pierre Swiggers). Le nom en hébreu massorétique est ʾā́lep̄, celui de l'arabe ʾalif.

### Transcription dans les langues àalphabet latin
Le coup de glotte est transcrit diversement : 
- La lettre “coup de glotte” ‹ ʔ › dans l'alphabet phonétique international, et plusieurs orthographes. Dans certaines orthographes, celle-ci a deux formes distinctes : minuscule ‹ ɂ › et majuscule ‹ Ɂ ›.
- L’apostrophe ‹ ʼ › dans plusieurs orthographes.
- Le demi-rond droit supérieur ‹ ʾ › dans la transcription traditionnelle des langues sémitiques
- L'okina ou virgule culbutée ʻ, surtout utilisée dans les langues polynésiennes, en variante libre avec l'apostrophe.
- Le sept utilisé comme lettre ‹ 7 ›, notamment dans certaines langues d'Amérique du nord.
- Le deux utilisé comme lettre ‹ 2 ›, dans l'alphabet de tchat arabe.
- Le point utilisé comme lettre ‹ . › dans les orthographes du tlingit.
- La barre oblique utilisée comme lettre ‹ / › en uduk.
- Le point médian utilisé comme lettre ‹ · › dans certaines transcriptions sinologiques.

## Phonétique articulatoire
Les organes occlusifs impliqués sont les cordes vocales, la glotte se fermant et se rouvrant brusquement pour interrompre le flux d'air qui y passe (le processus est très proche de ce qui se passe avant une quinte de toux). C'est l'occlusive la plus profonde que puisse émettre un gosier humain. Au-dessous, il n'existe plus d'organes occlusifs.
Normalement, le coup de glotte ne doit pas  être voisé : le voisement étant un resserrement des cordes vocales en vue de les faire vibrer, il n'est pas possible, en même temps, de les rapprocher puis de les écarter tout en les faisant vibrer l'une contre l'autre. Il existe pourtant une langue, le gimi (en Papouasie-Nouvelle-Guinée) possédant une forme de coup de glotte voisé, transcrit [ʔ̬]. Le phonéticien Peter Ladefoged signale que plutôt qu'une occlusive, il s'agit en fait d'une spirante. Il faudrait donc la transcrire [ɦ̞] : un mot comme [haʔ̬oʔ] (mieux : [haɦ̞oʔ]), « nombreux », contient les deux variantes.

## Phonologie

### Utilisation paralinguistique
Cette occlusive est très fréquente dans de nombreuses langues, qui l'utilisent cependant comme marque paralinguistique. On la rencontre dans ce cas fréquemment devant un mot à initiale vocalique, où elle indique alors l'insistance, la surprise ou la gêne : par exemple, en français oh oh ! peut être prononcé [ʔoʔo], avec une coupure nette entre les deux [o], ou bien hé ! qui, prononcé avec emphase, se réalise [ʔe].
On peut aussi trouver un tel coup de glotte en fin de mot dans une prononciation énergique : anglais no ! [nəʊʔ].

### Utilisation linguistique

#### Comme unité non pertinente
Le coup de glotte se rencontre très souvent soit comme allophone soit uniquement dans des contextes stricts. Dans ces cas, ce n'est pas un phonème.

##### En allemand et en néerlandais
Une langue comme l'allemand fait précéder tout morphème à initiale vocalique (sauf les désinences et les suffixes de dérivation) d'une occlusive glottale, ce qui permet de séparer les affixes des radicaux à initiale vocalique qui les suivent. Le coup de glotte n'y est donc pas un trait pertinent : die Entehrung, « le déshonneur », est réalisé [diː ʔεnt'ʔeːʁʊŋ], avec un coup de glotte entre l'article die et l'initiale du mot ainsi qu'entre le préfixe ent- et la voyelle initiale du thème Ehrung. C'est un mécanisme obligatoire, et il n'est pas possible de trouver une paire minimale opposant, par exemple, un groupe  initial [ʔε] à un groupe [ε].
En néerlandais, le coup de glotte ne s'insère qu'entre les morphèmes à initiale vocalique à l'intérieur d'un mot et après /a/ et /ə/. Il n'y a donc pas de coup de glotte en début de mot.
On peut résumer cela en disant qu'en allemand et en néerlandais il n'existe aucun hiatus réel : il y a toujours une consonne, [ʔ], entre deux voyelles. En allemand, aucun mot ne peut donc commencer par une voyelle. Ein, « un », s'analyse donc [ʔaɪn]. Cependant, tout cela ne ressortit qu'à la phonétique. Phonologiquement, le coup de glotte n'est pas une consonne dans ces deux langues, sa distribution étant fixe. Il permet cependant quelques oppositions de lexèmes, comme vereisen [fεʁ'ʔaɪzən], « geler » (composé de ver- et de eisen) et verreisen [fεʁ'aɪzən], « partir en voyage ». La présence du coup de glotte permet d'identifier les morphèmes.

##### En mandarin et en vietnamien
En mandarin (pour certains linguistes) et en vietnamien, toute syllabe commence nécessairement par une consonne, le coup de glotte en l'absence de toute autre consonne. Comme ce coup de glotte n'existe que dans cette position, il ne constitue pas un phonème (de même en allemand) : 
- mandarin : 愛 ài, « aimer » = /ài/ = [ʔài].
- vietnamien : ô, « parapluie » = /ō/ = [ʔōː].

Ce phénomène est très développé en vietnamien, et toute syllabe débute en effet diachroniquement par un coup de glotte. Cela explique pourquoi les occlusives sonores sont injectives : bà s'analyse phonologiquement /bà/ mais est réalisé [ɓàː]. En effet, [ɓàː] n'est que la résultante attendue de [ʔbàː] ; la séquence [ʔb] passe à [ˀb] (/b/ pré-glottalisé), qui évolue naturellement en [ɓ] (/b/ injectif). Ce coup de glotte devant d'autres consonnes, cependant, s'amuït.

##### En danois
Le stød du danois, caractéristique suprasegmentale présente à l'intérieur d'une syllabe et suivant une voyelle, qui se manifeste comme une forme de voix craquée ou de laryngalisation, est parfois réalisé comme un coup de glotte, quand la laryngalisation conduit à la fermeture de la glotte.
Historiquement, c'est la transformation de l'accent de hauteur des langues scandinaves qui a donné naissance au stød.

##### En français
Le français, en le nommant h « aspiré », possède aussi un coup de glotte linguistique, qui ne se trouve qu'à l'initiale vocalique de certains mots présentant à l'écrit un h- (mais pas exclusivement : certains mots qui débutent à l'écrit par une voyelle sont précédés d'un h « aspiré » non écrit, comme onze) ; ce h aspiré ne se manifeste normalement que par l'absence de liaison qu'il entraîne avec le mot précédent (on parle aussi de disjonction ; voir psilose), absence qui peut être accentuée par un coup de glotte devant voyelle mais se manifeste le plus souvent devant consonne (où il apparaît comme l'un des moyens de marquer la disjonction) : les enfants [lez‿ɑ̃fɑ̃] mais les hérissons (avec h aspiré) [le eʁisɔ̃] (voire [leːʁisɔ̃] dans une diction plus rapide), accentué en [le ʔeʁisɔ̃] quand on veut insister sur la disjonction. Autre exemple : petite hache, réalisé [pətit ʔaʃ] (ou [pətitə(ʔ)aʃ], avec un e caduc dans le Sud de la France) puisque [pətitaʃ] ne marquerait pas la coupure.

##### En anglais
Dans de nombreux dialectes anglais, le coup de glotte est un allophone de /t/ en position finale (il n'est donc pas phonologique). C'est historiquement l'évolution de la non-désocclusion de cette consonne en position finale. Par exemple, habit, « habitude » ou cat, « chat », peuvent être réalisés respectivement ['hæbɪt], ['hæbɪt¬] (sans désocclusion), ['hæbɪʔ], [kæt], [kæt¬] ou [kæʔ].
De plus, dans des dialectes comme le cockney, le coup de glotte est aussi un allophone de /t/ entre voyelles (ou consonnes vocalisées) bottle, « bouteille », ['bɒtl̩] ou ['bɒʔl̩] ; fatter, « plus gras », ['fætə] ou ['fæʔə].

#### Comme phonème
En tant que phonème pertinent, l'occlusive glottale est présente dans de nombreuses langues : 
- langues sémitiques : 
  - arabe : شَيْء šayʾ [ʃajʔ], « chose »,
  - hébreu : אַל [ʔal], négation,
  - maltais (écrit au moyen de la lettre q) : triq [triʔ], « route »,
- certaines langues africaines : 
  - amharique : ስብአ säbʾä [sɜbʔɜ], « peuple »,
  - haoussa : ā’ā̀ [áːʔàː], « non »,
  - ngbaka : [ʔõ̀ʔṍõ̀], « grimper »,
  - peul : fiʼi [fiʔi], « frappa » ;
- persan : دعوا [dæʔ'vɒ], « se quereller » ;
- sérère : ga’ [ɡaʔ] « voir » ;
- certaines langues d'Asie, extrême orient :
  - khmer : ស្អែក [sʔaek], « demain » ;
  - thaï : ขณะที่ [kʰā'nàʔtʰî], « pendant que » ;
  - tukang besi : ’oloo [ʔoɺo], « jour » ;
- Un grand nombre de langues polynésiennes comme l'hawaïen :  Hawai‘i, « Hawaï » ;
- turc : tel’in [telʔin], « dénonciation » (le coup de glotte n'appartient pas au système phonologique du turc mais se rencontre dans quelques mots d'emprunt à l'arabe et il n'est plus souvent prononcé) ;
- nahuatl : pâhzotl [paːʔzotɬ͡], « chenille »
- cheyenne : ma’eno [maʔɪno̥], « tortue » ;
- cherokee : ᏔᎵᏁ taline [tʰaʔliːne], « second », etc.

Il faut aussi noter le cas de l'arabe classique, qui, contrairement à ce que l'on peut souvent lire, ne semble pas posséder une fricative pharyngale sonore [ʕ] (celle que l'on note par la lettre ع, ʿayn, dans l'écriture et transcrit par [ʿ]) mais une occlusive glottale pharyngalisée accompagnée d'un mouvement de rétraction de la racine de la langue, qu'on peut analyser [ʔˁ̙]. L'arabe classique possède donc deux occlusives glottales, [ʔ] et [ʔ̙ˁ] : 
- هٰؤُلاَءِ hāʾulāʾi [haːʔulaːʔi], « ceux… -ci (masculin) » ;
- عَلِي ʿAlī [ʔ̙ˁɑɫ̙ɨː], « Ali » (prénom).

Cette question complexe entre dans le champ d'étude de la phonologie de l'arabe.
Enfin, comme dans d'autres langues, l'arabe se distingue par l'impossibilité de faire débuter une syllabe par une voyelle. En l'absence d'autre consonne, c'est un coup de glotte qui joue ce rôle. À la différence des autres langues, ce coup de glotte peut s'amuïr (voir écriture de la hamza).

## Remarque
Quand le coup de glotte accompagne un autre son et en constitue un élément fondamental et non indépendant, on parle d'un son glottalisé. Ainsi, les consonnes éjectives et injectives font intervenir le coup de glotte.

### Article
- (en) Akamatsu Tsutomu, « The phonological status of the glottal stop in British English », La linguistique, no 43,‎ février 2007, p. 3-18 (lire en ligne).